# Piper foreroi
Piper foreroi är en pepparväxtart som beskrevs av Alwyn Howard Gentry. Piper foreroi ingår i släktet Piper och familjen pepparväxter. Inga underarter finns listade i Catalogue of Life.